# Mineroduto Minas–Rio
O mineroduto Minas–Rio é um sistema de transporte tubular de minério de ferro, que liga as cidades brasileiras de Conceição do Mato Dentro, em Minas Gerais e São João da Barra, no Rio de Janeiro.

## Projeto e operação
O projeto original, idealizado pelo grupo EBX, de Eike Batista, foi adquirido em 2008 pelo grupo britânico Anglo American. Depois de cinco anos de atraso por falhas no projeto e resolução de questões socioambientais, o sistema iniciou suas operações no final de 2014.
Com 525 quilômetros de extensão, e atravessando 32 cidades nos dois estados, é o maior mineroduto do mundo, com capacidade para transportar 26,5 milhões de toneladas de minério de ferro por ano. Em São João da Barra, o minério chega ao terminal marítimo de Porto do Açu onde é embarcado para seu destino final, as siderúrgicas asiáticas, principalmente para a produção de aço na China.

## Acidentes
Em 12 de março de 2018, o mineroduto sofreu seu primeiro acidente, quando a tubulação se rompeu na cidade de Santo Antônio do Grama, despejando no meio ambiente 450 mil litros de uma mistura de 70% de minério com 30% de água. Logo depois do acidente, o Ibama determinou que a Anglo American interrompesse as atividades do mineroduto até a conclusão da perícia. No dia 27 de março, depois de quinze dias de paralisação, as operações foram retomadas. No entanto, dois dias depois, no dia 29, um novo vazamento ocorreu próximo ao local do anterior, também por ruptura da tubulação. Novamente, as atividades da mineradora foram suspensas pelo Ibama, desta vez por tempo indeterminado, levando a empresa a conceder férias coletivas por pelo menos trinta dias a todos os funcionários responsáveis pela operação do sistema.
Em novembro de 2018, o Instituto de Pesquisas Tecnológicas (IPT), de São Paulo, emitiu o Parecer Técnico n.º 21.079-301, cuja conclusão foi que a ruptura ocorreu devido à corrosão interna nos dutos, causada pela água utilizada no processo, captada no rio do Peixe. Segundo o laudo do IPT, a água apresentou alto índice de corrosividade, o que formou valas e nucleação de trincas que causaram os rompimentos do duto. Com base nesse relatório, a Anglo American elaborou um plano de ação de doze etapas para evitar outros rompimentos, considerado satisfatório pelo IPT. Depois de tomar as medidas necessárias e substituir a tubulação nos trechos dos rompimentos, a mineradora efetuou os testes finais com carga no final de dezembro de 2018, e afirmou que havia recebido a aprovação de todos os órgãos competentes para retomar a operação do mineroduto. Ainda segundo a Anglo American, no primeiro trimestre de 2019, a produção de minério de ferro da empresa no sistema Minas-Rio havia superado em 60% a do primeiro trimestre de 2018, com uma produção de 4,9 milhões de toneladas.